# William Marshall (attore 1917)
William Marshall (Chicago, 2 ottobre 1917 – Boulogne-Billancourt, 8 giugno 1994) è stato un attore, regista e produttore cinematografico statunitense.

## Biografia
Si sposò tre volte: con Michèle Morgan (1942-1948), dalla quale ebbe il figlio Michael Marshall, pure lui attore; con Micheline Presle (1950-1954), dalla cui unione nacque la figlia Tonie Marshall, regista; con Ginger Rogers (1961-1969). Marshall morì all'età di 76 anni.

## Filmografia

### Attore
- I pascoli dell'odio (Santa Fe Trail), regia di Michael Curtiz (1940)
- La città del peccato (City for Conquest), regia di Anatole Litvak e Jean Negulesco (1940)
- Money and the Woman, regia di William K. Howard (1940)
- Knute Rockne All American, regia di Lloyd Bacon e William K. Howard (1940)
- Flowing Gold, regia di Alfred E. Green (1940)
- Non mi ucciderete (East of the River), regia di Alfred E. Green (1940)
- Tomorrow We Live, regia di Edgar G. Ulmer (1942)
- Flying with Music, regia di George Archainbaud (1942)
- Aerial Gunner, regia di William H. Pine (1943)
- The Mantrap, regia di George Sherman (1943)
- I Escaped from the Gestapo, regia di Harold Young (1943)
- The Boy from Stalingrad, regia di Sidney Salkow e Tay Garnett (1943)
- Vittoria alata (Winged Victory), regia di George Cukor (1944)
- La bella dello Yukon (Belle of the Yukon), regia di William Seiter (1944)
- Festa d'amore (State Fair), regia di Walter Lang (1945)
- That Brennan Girl, regia di Alfred Santell (1946)
- Il pugnale misterioso, regia di John English (1946)
- Earl Carroll Sketchbook, regia di Albert Rogell (1946)
- Calendar Girl, regia di Allan Dwan (1947)
- Blackmail, regia di Lesley Selander (1947)
- L'avventuriero di New Orleans (Adventures of Captain Fabian) (1951)
- Hello God (1951)
- Les Impures (1954)
- Il tesoro del santo (The Confession), regia di William Dieterle (1964)

### Regista
- Hello God (1951)
- L'avventuriero di New Orleans (Adventures of Captain Fabian) (1951)
- Il pianeta fantasma (The Phantom Planet) (1961)

### Produttore
- Hello God (1951)
- L'avventuriero di New Orleans (Adventures of Captain Fabian) (1951)
- Il tesoro del santo (The Confession), regia di William Dieterle (1964)